# 小行星6158
小行星6158（英語：6158 Shosanbetsu）是一颗围绕太阳公转的小行星。1991年11月12日，新島恒男、浦田武在尾島町发现了此天体。
这颗小行星的绝对星等为13.7等。